# Cisticole babillarde
Cisticola anonymus
Espèce
Statut de conservation UICN

 LC  : Préoccupation mineure
La Cisticole babillarde (Cisticola anonymus) est une espèce de passereaux de la famille des Cisticolidae.
Son aire s'étend à travers la Afrique équatoriale : forêt du bassin du Congo
& forêt basse-guinéenne.